# Bury, Greater Manchester
Bury är en stad i grevskapet Greater Manchester i England. Staden är huvudort i distriktet med samma namn och ligger vid floden Irwell, cirka 13 kilometer norr om centrala Manchester. Den är belägen mellan städerna Rochdale och Bolton. Tätortsdelen (built-up area sub division) Bury hade 77 211 invånare vid folkräkningen år 2011.
Staden har varit ett känt centrum för textilindustri, ylleindustrin etableras i staden redan på 1300-talet. Från 1600-talet blev den alltmer ersatt av bomullsindustri. Bury fick ett stort uppsving i slutet av 1700-talet i samband med industrialiseringen. Under 1900-talet fanns här även betydande pappers- och maskinindustrier.

## Kända personer från Bury
- Noel Castree, geograf
- Gordon Hewart, jurist och politiker
- Gary Neville, före detta fotbollsspelare